# Standardologia
Standardologia – dyscyplina naukowa zajmująca się badaniem języków standardowych. Jej przedmiotem jest kodyfikacja języków bądź wariantów językowych. Standardologia rozwinęła się w szczególnym stopniu na gruncie słowiańskim. 
Jako synonim terminu „standardologia” funkcjonuje określenie „normatywistyka” (np. w słoweńskiej tradycji lingwistycznej). Spotyka się także pojęcie tzw. językoznawstwa normatywnego.
Postawy teoretyczne badań nad językami standardowymi zostały wyłożone już przez przedstawicieli Praskiego Koła Lingwistycznego, którzy wydali publikację książkową Spisovná čeština a jazyková kultura (1932). Wypracowali oni koncepcję tzw. kultury językowej.
Termin „standardologia” jako określenie lingwistyczne wprowadził Žarko Muljačić w pracy Genetički, tipološki i standardološki kriteriji u klasifikaciji romanskih jezika (1972).